# 279 aC
El 279 aC va ser un any del calendari romà prejulià. A la República i a l'Imperi Romà es coneixia com l'Any del Consolat de Saverrió i Mus (o també any 475 ab urbe condita). La denominació «279 aC» per a aquest any s'ha emprat des de l'edat mitjana, quan el calendari Anno Domini va ser el mètode prevalent a Europa per a anomenar els anys.

## Esdeveniments

### Antiga Grècia
- Els gals saquegen Grècia. L'any anterior (280 aC) havien iniciat la invasió celta dels Balcans. El cap gal Bolgios derrota els macedonis en una gran batalla on mor el rei Ptolemeu Ceraune.[2]
- Brennus, cabdill gal, després de saquejar Macedònia avança per Tessàlia cap a les Termòpiles on 20.000 grecs l'esperen per frenar el seu avanç, i una flota de trirrems atenencs se situa a la rodalia. Quan Brennus arriba a l'Esperqueu es troba els ponts trencats. A la nit envia un grup d'homes que travessen el riu i sorprenen els grecs. Reparen els ponts i avancen cap a les Termòpiles. Els gals, en la batalla de l'endemà, es retiren davant de la disciplina de l'exèrcit grec. Brennus envia 40.000 homes cap a Etòlia, territori que assolen. Una traïció permet que els gals passin les Termòpiles i els grecs escapen amb la flota que tenen a la costa.[3]
- Brennus s'acosta a Delfos amb la intenció de saquejar els tresors de la ciutat. Els habitants havien posat 4.000 homes a les roques que dominen l'entrada i tiren pedres des de dalt, i els gals es s'han de retirar. Brennus resulta ferit i els gals fugen perseguits pels grecs que en fan una matança. En parla Pausànias, que diu que els gals van tenir presagis sobrenaturals contraris a l'atac.[4]
- A la mort de Ptolemeu Ceraune el seu germà Meleagre de Macedònia es proclama rei però les tropes el fan renunciar als dos mesos i proclamen Antípater II Etèsies, nebot de Cassandre. Sembla que era incapaç de fer front a la invasió dels gals dirigits per Brennus i Sòstenes, cap de l'exèrcit, l'enderroca i ocupa el seu lloc però sense agafar el títol reial.[5]

### Antiga Roma
- El Senat Romà envia una ambaixada a Pirros de l'Epir per negociar l'intercanvi de presoners, fets en la batalla d'Heraclea de l'any 280 aC. Pirros els acull amb grans honors, però els romans els rebutgen. Plutarc diu que Pirros va quedar tan impressionat que torna els presoners sense cap rescat.[6][7]
- Aquest any són elegits cònsols Publi Sulpici Saverrió i Publi Deci Mus. Els dos cònsols s'enfronten a Pirros, rei de l'Epir, que lluitava a Itàlia a les anomenades Guerres pírriques.[8]
- L'enfrontament més important va ser la Batalla d'Asculum, on Pirros va obtenir la victòria no sense haver sofert quantioses pèrdues.[9]
- Segons la tradició, Publi Deci Mus va morir durant la batalla, en lliurar la seva vida als déus en un sacrifici anomenat devotio, a canvi de la victòria, però altres escrits suggereixen que va sobreviure.[10]
- Pirros aconsegueix una sèrie de victòries que obliguen els romans a buscar el suport de l'Imperi Cartaginès. Això va acabar amb la seva carrera militar, perquè les ciutats gregues, a les que ell deia defensar sentien que per culpa seva havien perdut l'oportunitat d'aliar-se tant amb Roma com amb Cartago.[11]

## Necrològiques
- Antípatre II Etèsies, fill de Filip proclamat rei pels militars macedonis després de la mort de Ptolemeu Ceraune i la destitució de Melèagre al cap de dos mesos de regnat. El seu regnat només va durar 45 dies.[12]